# Avant la fin de l'été
Pour plus de détails, voir Fiche technique et Distribution.
Avant la fin de l'été est un documentaire franco-suisse, sorti en 2017, premier long métrage de la réalisatrice franco-suisse et belge Maryam Goormaghtigh.

## Synopsis
Arash, vivant en France doit retourner en Iran, ses deux amis Hossein et Ashkan décident de l'accompagner sur un morceau du chemin.

## Fiche technique
- Titre : Avant la fin de l'été
- Réalisation : Maryam Goormaghtigh
- Scénario : Maryam Goormaghtigh
- Pays de production :  France,  Suisse
- Genre : documentaire
- Dates de sortie : 
  - France :  18 mai 2017 (Festival de Cannes) ; 12 juillet 2017 (sortie nationale)

## Sélections
- En sélection de Association du cinéma indépendant pour sa diffusion lors  Festival de Cannes 2017[1],[2]